# Dabbayra
El Dabbayra, també anomenat Dabayra o Bar-Ali és un volcà escut, el més occidental de la depressió d'Àfar, Etiòpia. El seu cim s'eleva fins als 1.302 msnm. Es desconeix quan va tenir lloc la seva darrera erupció.